# Primeira tentativa de golpe de Estado na Venezuela em 1992
A tentativa de golpe de Estado na Venezuela de fevereiro de 1992 foi uma tentativa de assumir o controle do governo da Venezuela pelo Movimiento Bolivariano Revolucionario-200 (MBR-200), liderado por Hugo Chávez. A tentativa de golpe foi direcionada contra o governo de Carlos Andrés Pérez. Apesar do fracasso da iniciativa, o golpe de fevereiro deixou controvérsias que se estendem até a atualidade e puseram Chávez como alvo da atenção nacional.

## Antecedentes
Na juventude de Chávez, a Venezuela passou por um período de estabilidade econômica e democrática notável no contexto sul-americano daquela época, ainda que a tortura, os maus-tratos, as execuções sumárias, os desaparecimentos de políticos e a corrupção fossem frequentes. Essas estabilidades se basearam no comércio externo e nos recursos oriundos do petróleo. Entretanto, quando a Arábia Saudita e outros países exportadores de petróleo aumentaram o nível de produção, a Venezuela entrou em crise. Os preços atingiram o piso histórico e os ganhos socioeconômicos obtidos pela Venezuela foram subitamente levados a uma fração dos níveis anteriores.
Em reação a isto, em 1989 o governo de Carlos Andrés Pérez pôs em prática medidas de ajuste estrutural propostas pelo FMI. Tais medidas tinham o objetivo de restabelecer a estabilidade fiscal e de implantar políticas neoliberais, tais como reduzir os gastos sociais e alterar a política de preços de muitos produtos. Tais políticas pioraram a vida da maioria da população venezuelana e culminaram nos violentos tumultos do dia 27 de fevereiro de 1989, conhecidos por Caracaço - o episódio mais violento e destrutivo desse tipo na história da Venezuela.

### Origens ideológicas
Muitos conspiradores foram membros do "Partido de la Revolución Venezolana" na década de 1970, criado pelo ex-guerrilheiro Douglas Bravo, que concebeu a estratégia de infiltração na Força Aérea Venezuelana para alcançar o poder. Além disso, a conspiração teve início mais de dez anos antes de Carlos Andrés Pérez tornar-se presidente da Venezuela.

### MBR-200
O "Movimiento Bolivariano Revolucionario 200" (MBR-200) foi fundado pelo tenente-coronel Hugo Chávez Frías, ao qual mais tarde se juntou Francisco Arias Cárdenas. Eles usaram a imagem do herói revolucionário venezuelano Simón Bolívar como seu símbolo. Sua principal crítica era sobre a corrupção do governo de Carlos Andrés Pérez, assim como as dificuldades econômicas e a desordem social. Na visão desses dois homens, o sistema político devia ser mudado por inteiro para que a mudança social ocorresse.

## Desdobramentos do golpe
Após um longo período de insatisfação popular e de declínio econômico sob o governo neoliberal de Carlos Andrés Pérez, Chávez preparou-se por um longo tempo para um golpe de Estado cívico-militar. Inicialmente planejado para dezembro, Chávez adiou o golpe do MBR-200 até as primeiras horas do crepúsculo de 4 de fevereiro de 1992. Nessa data, cinco unidades do exército sob o comando de Chávez fizeram barricadas em Caracas com o objetivo de atacar e dominar instalações-chave dos militares e de comunicações na cidade, inclusive o Palácio de Miraflores, o Ministério da Defesa, o aeroporto militar de La Carlota e o Museu Militar. O principal objetivo de Chávez era encontrar e deter Pérez antes que ele retornasse a Miraflores, vindo de uma viagem ao exterior.
Chávez obteve a lealdade de 10% das Forças Armadas venezuelanas; ainda assim, numerosas traições, deserções, erros e outras circunstâncias imprevistas rapidamente levaram Chávez e um pequeno grupo de rebeldes a ter as comunicações cortadas no Museu Militar, sem quaisquer meios de transmitir ordens à rede de espiões e colaboradores espalhados pela Venezuela. Pior: os aliados de Chávez foram incapazes de transmitir nacionalmente as fitas pré-gravadas, nas quais Chávez planejava incitar a população a realizar um levante popular contra Pérez. Enquanto o golpe se desenrolava, Pérez escapou de ser capturado e 14 soldados foram mortos, 50 soldados foram feridos, além de 80 civis, na violência que se seguiu. Não obstante, forças rebeldes em outras partes da Venezuela conseguiram avançar ao ponto de controlar cidades importantes, tais como Valencia, Maracaibo e Maracay com o apoio espontâneo da população. As forças de Chávez, porém, falharam no intuito de tomar Caracas e ele permaneceu dentro do Museu Militar.
Chávez logo desistiu do governo. Ele então obteve permissão para aparecer em rede nacional de televisão para ordenar a todos os destacamentos rebeldes o fim das hostilidades. Quando o fez, Chávez disse na televisão que ele havia falhado apenas "por ahora"—"naquele momento".
| "Companheiros: infelizmente, neste momento, os objetivos que determinamos para nós mesmos não foram alcançados na capital. Isto é para dizer que nós em Caracas não fomos capazes de tomar o poder. Onde quer que vocês estejam, vocês desempenharam bem seus papéis, mas agora é tempo para repensar; novas possibilidades surgirão novamente e o país será capaz de ter definitivamente um futuro melhor."[9] |
Chávez foi imediatamente catapultado para a atenção nacional, com muitos venezuelanos pobres tendo-o como uma figura que se levantou contra a corrupção do governo e a cleptocracia. Em seguida, Chávez foi mandado à prisão de Yare; enquanto isso, Pérez, o alvo do golpe, recebeu o impeachment um ano mais tarde.

## Consequências
Uma segunda tentativa de golpe, liderada por poucas unidades da Força Aérea Venezuelana, também falhou em 27 de novembro de 1992, enquanto Chávez ainda estava na prisão.
Com a imagem pública de Pérez desacreditada pelo insucesso das reformas neoliberais e afetada pelas tentativas de golpe, outros políticos começaram a desafiar sua autoridade, pondo em risco o sistema político bipartidário denominado "puntofijismo", que durou décadas. Os tumultos e as tentativas de golpe foram utilizados pelo ex-presidente Rafael Caldera para mostrar a gradual deterioração da democracia venezuelana e a explosiva conjugação de pobreza e corrupção na nação. Ações subsequentes feitas pelos intelectuais associados a Caldera resultaram na saída de Pérez da presidência em 20 de maio de 1993, sob a acusação de corrupção. Manobras políticas permitiram a Caldera chegar à presidência naquele mesmo ano com um heterogêneo e não tradicional grupo de pequenos partidos políticos independentes.